# Cyprien Mycinski
Cyprien Mycinski, né en 1988, est un écrivain et journaliste français, spécialiste du christianisme et des religions.

## Biographie
Originaire du Pas de Calais, ancien élève de l’École normale supérieure de Fontenay-Saint-Cloud (2009), agrégé d'histoire et ancien élève de SciencesPo (2012), il enseigne (en 2022) dans un lycée en région parisienne.
En 2017, il publie un premier livre, issu de sa traversée pédestre de l'Italie, intitulé Via Francigena, qui trouve un prolongement en 2019 avec Une terre étroite,.
Il est par ailleurs journaliste, collaborant régulièrement au Monde sur les questions religieuses ainsi qu'à la revue Études.

## Publications
- Via Francingena. Traverser l'Italie à Pied, Paris, Salvator, 2017, 320 p.[9]
- Une terre étroite. Carnets d'Israël et de Palestine, Paris, Salvator, 2019, 192 p.[10],[11]
- Paris, terre sacrée. Une histoire spirituelle de la capitale, Paris, PUF, 2022, 224 p[12],[13],[14].